# هاري كلارك
هاري كلارك (بالإنجليزية: Harry Clarke)‏ (23 فبراير 1923 في المملكة المتحدة - 16 أبريل 2000) هو لاعب كرة قدم بريطاني (وحمل سابقاً جنسية المملكة المتحدة لبريطانيا العظمى وأيرلندا) في مركز الدفاع. شارك مع منتخب إنجلترا لكرة القدم. أما مع النوادي، فقد لعب مع توتنهام هوتسبير وLovell's Athletic F.C. ‏.

## وصلات خارجية
- هاري كلارك على موقع قاعدة بيانات كرة القدم.إي يو (الإنجليزية)
- هاري كلارك على موقع ناشيونال فوتبول تيمز (الإنجليزية)